# Curarayfloden
Curarayfloden (även kallad Ewengunofloden eller Rio Curaray) är en flod i östra Ecuador och Peru. Det är en biflod till Napofloden, som är en del av Amazonasbassängen. Landet längs floden är hem för flera inhemska folkgrupper inklusive Kichwa och Huaorani. Floden själv är hem för kajaner och piranhas.

## ”Palm Beach”
År 1956, på en sandstrand på Curaray, dödades fem kristna missionärer av Huaoranistammar under Operation Auca, ett försök att evangelisera Huaorani. Missionärernas kroppar kastades sedan i floden. Ett räddningsteam bärgade senare fyra av kropparna och begravde dem i en massgrav på flodstranden. Den femte, Ed McCullys påstods ha upptäckts nedströms av en grupp infödda som producerade McCullys armbandsur. Men hans kropp lokaliserades aldrig.
Missionärerna hade anlänt med flygplan och valde sandstranden som en lämplig plats att landa på, eftersom det var det enda landområdet i närheten som var fri från träd. De byggde ett läger på stranden som de kallade "Palm Beach". De byggde också en trädkoja i närheten.
Efter attacken tog Huaorani bort planets tygklädsel och övergav det sedan till floden. Det försvann och upptäcktes inte förrän 1994. Någon gick längs stranden och märkte en bit bar metall som stack ut ur sanden. Det upptäcktes senare vara en del av metallramen av Piper-flygplanet som flögs av Nate Saint. Floden hade nästan helt begravt resterna i sanden. Planets ram visas nu i huvudkontoret för Mission Aviation Fellowship.
Idag använder Huaoranis kristna samfund ofta Curarayfloden som en plats för dop. Steve Saint och hans barn döptes alla där.
Området antas vara ursprunget till criollo kakao, den mest sällsynta typen.